# سیلورلاین هلیکاپترز
سیلورلاین هلیکاپترز (به انگلیسی: Silverline Helicopters) یک شرکت هواپیمایی است که در تاریخ ۱۹۹۹ میلادی تأسیس شده است.
دفتر مرکزی سیلورلاین هلیکاپترز در انتاریو، کانادا واقع شده‌است.